# Lee McCulloch
Lee Henry McCulloch (født 14. maj 1978 i Bellshill, Skotland) er en skotsk tidligere fodboldspiller, der spillede som midtbanespiller, blandt andet hos Rangers og Motherwell i hjemlandet, samt for Wigan i England.
McCulloch vandt med Rangers F.C. både den skotske FA Cup og Liga Cup i 2008, og var i 2009 med til at gøre holdet til mestre.

## Landshold
McCulloch opnåede 18 kampe og én scoring for Skotlands landshold, som han debuterede for den 13. oktober 2004 i et opgør mod Moldova. Hans hidtil eneste landsholdsscoring blev sat ind den 13. oktober 2007 i en EM-kvalifikationskamp mod Ukraine.

## Titler
Skotsk Premier League
- 2009 med Rangers F.C.

Skotsk FA Cup
- 2008 med Rangers F.C.

Skotsk Liga Cup
- 2008 med Rangers F.C.